# 二塘乡 (进贤县)
二塘乡，是中华人民共和国江西省南昌市进贤县下辖的一个乡镇级行政单位。

## 行政区划
二塘乡下辖以下地区：
二塘村、新源村、中谭村、夏家村、鹿塘村、新民村、厚源村、潭津村和康乐村。